# Astrosphaeriella longispora
Astrosphaeriella longispora är en svampart som beskrevs av J.D. Rogers & M.E. Barr 2003. Astrosphaeriella longispora ingår i släktet Astrosphaeriella och familjen Melanommataceae.   Inga underarter finns listade i Catalogue of Life.